# 奧利佛·克努森

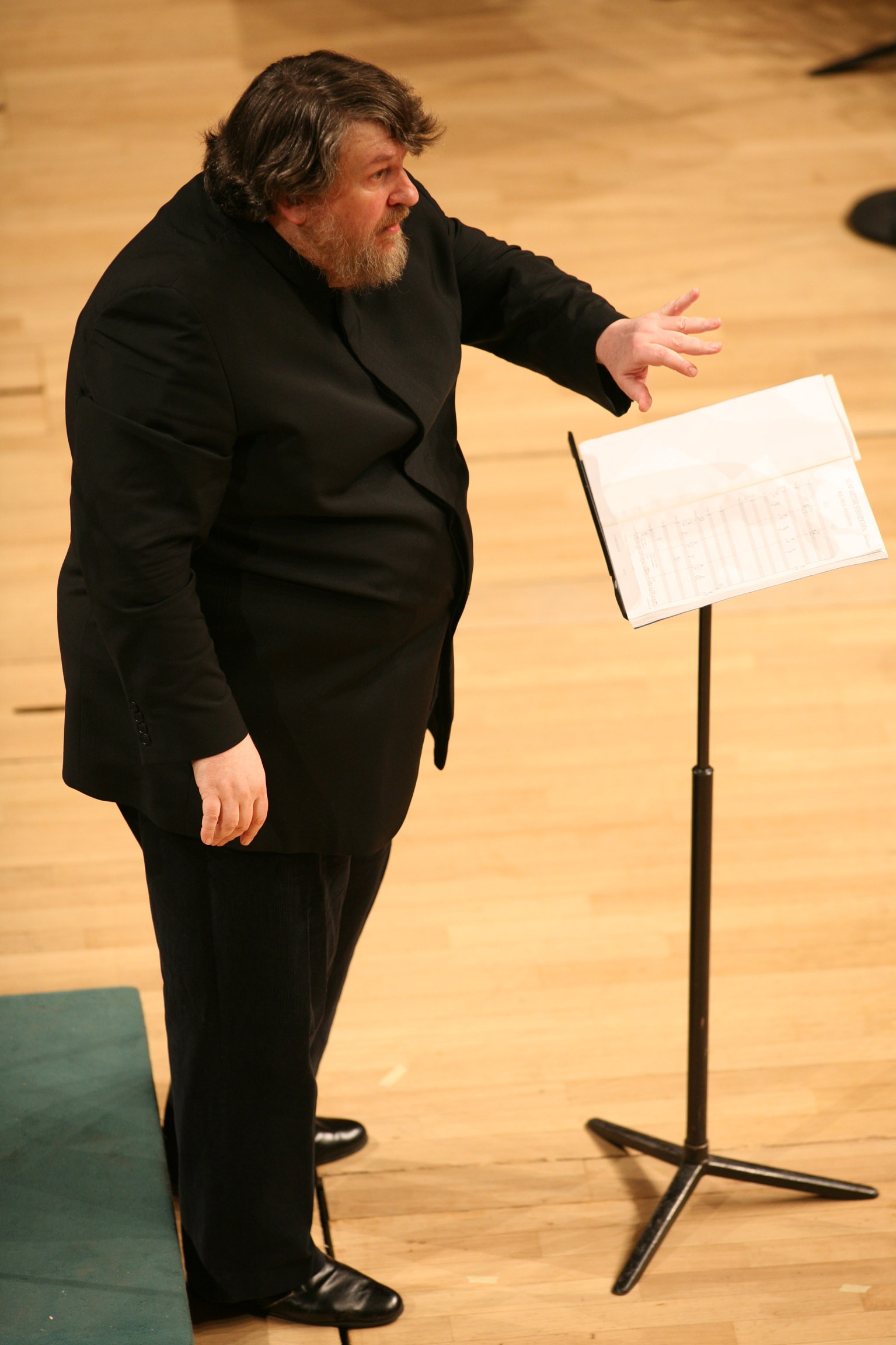
2008年的奥利佛·克努森

奧利佛·克努森（英語：Oliver Knussen，1952年6月12日—2018年7月8日），又译纳森，英國作曲家，指揮家。

## 生平
克努森於蘇格蘭格拉斯哥出生，父親是一名倫敦交響樂團的低音提琴首席，並多次參與班傑明·布瑞頓的作品首演。
克努森在1963-1969年間於普賽爾音樂院跟隨法國知名音樂教育家娜迪亞·布朗熱的弟子約翰·蘭伯特學習作曲，15歲的克努森於1968年在卡內基音樂廳親自指揮了倫敦交響樂團演出他的第一號交響曲。
隨後三年（1970-1973）克努森於坦格爾木屋音樂季中接受岡瑟‧舒勒的指導，期間創作了多首為大型室內樂團而做的作品並參與演出，包括有《小熊維尼的哼唱與歌曲》（Hums and Songs of Winnie-the-Pooh），第二號交響曲，由紀堯姆·阿波利奈爾的詩作《海洋地球》（Océan de Terre）改編而成的大型室內樂團曲目，《奧菲莉亞之舞》（Ophelia Dances）。這些作品接連在音樂季中榮獲大獎，作品風格具有豐富的層次感和流暢性，以及令人舒暢的現代感，因此很快的便在美國及英國打響了名堂。
1975年後克努森決定從此定居在英國，並創作了為數眾多的曲目，尤其以《竊喜》（Coursing）及第三號交響曲最為著名，更以此兩首作品將他成功的推向英國當代音樂的第一線。

## 作品節選
獨奏曲
- 《面具》，作品3(1969)，給長笛獨奏(及)玻璃杯(自由添加)
- 《索尼雅的搖籃曲》，作品16(1978-79)，給鋼琴獨奏
- 《變奏曲》，作品24，(1989)，給鋼琴獨奏
- 《秘密詩篇》(1990)，給小提琴獨奏
- 《偏心旋律》(獻給艾略特·卡特)(1998)，給大提琴獨奏
- 《祈禱鐘的素描》(紀念武滿徹)，作品29(1997)，給鋼琴獨奏
- 《奧菲莉亞最後的舞蹈》，作品32(2004/2009-10)，給鋼琴獨奏

室內樂曲
- 《遊行》，作品2(1968/78)
- 《小熊維尼的哼唱與歌曲》，作品6(1970/83) ，給女高音、長笛、英國管、單簧管、打擊與大提琴
- 《玫瑰之歌》，作品9(1972)，給女高音、單簧管、鋼琴與中提琴
- 《海洋地球》，作品10(1972-73/76)，給女高音及室內樂團
- 《奧菲莉亞之舞》，作品13(1975)，給長笛、英國管、單簧管、法國號、鋼琴、風琴及弦樂三重奏
- 《清唱劇》，作品15(1977)，給雙簧管及弦樂三重奏
- 《竊喜》，作品17(1979)，給大型室內樂團
- 《藤蔓悼文》(紀念安德熱·帕努夫尼克)，作品26a(1991)，給英國館及單簧管
- 《無聲之歌》，作品26(1991-92)，給長笛、英國管、單簧管、法國號、鋼琴及弦樂三重奏

交響曲
- 《一個樂章交響曲》，作品5(1969/2002)
- 《第二號交響曲》，作品7(1970-71)
- 《第三號交響曲》，作品18(1973-79)

協奏曲
- 《法國號協奏曲》，作品48(1994)
- 《小提琴協奏曲》，作品30(2002)

幻想歌劇
- 《野獸園》，作品20(1979-83)
- 《Higglety Pigglety Pop!》，作品21(1984-85，1999重新編訂)

## 外部連結
- 克努森簡介(英文) （页面存档备份，存于）
- 克努森生平(英文) （页面存档备份，存于）、(法文) （页面存档备份，存于）
- 英國伯明罕現代音樂室內樂團官網(英文) （页面存档备份，存于）
- 曼徹斯特衛報於克努森60歲大壽訪談(英文) （页面存档备份，存于）
- NMC唱片關於克努森的簡介(英文)
- 2012年檀格塢音樂季指揮簡介(英文)[]
- 2006年克努森贏得Michael Ludwig Nemmers獎相關資料(英文)
- 1990年克努森榮獲林肯中心室內樂協會的Elise L. Stoeger獎歷史名單(英文) （页面存档备份，存于）
- 奧利佛·克努森的Discogs页面（英文）